# Plaza Héroes de España
La plaza Héroes de España es una plaza de la ciudad autónoma española de Melilla. Está situada en el Ensanche Modernista, en el nuevo centro urbano (Barrio Reina Victoria).

## Historia
En 2016 fue cerrada al tráfico rodado y convertida en una plaza en honor al modernismo melillense.

## Descripción
La plaza consiste en 3.100 metros cuadrados de zona peatonal.